# ویلیام جیوک
ویلیام فرانسیس جیوک (به انگلیسی: William Francis Giauque) (زاده ۱۲ مه ۱۸۹۵ - درگذشته ۲۸ مارس ۱۹۸۲) یک شیمیدان آمریکایی و برنده جایزه نوبل شیمی در سال ۱۹۴۹ برای مشارکتهای خود در زمینه ترمودینامیک شیمیایی، سردسازی مغناطیسی و بررســی رفتار مواد در دماهای بسیار پایین است.
او تقریباً تمام خود را در حرفه‌های آموزشی و حرفه‌ای در دانشگاه کالیفرنیا، برکلی گذراند.